# Barbara Kist
Barbara Kist (* 8. Mai 1932 in Hannover; † 30. März 1995) war eine deutsche Schlagersängerin, die in den 1950er und 1960er Jahren zahlreiche Schallplatten veröffentlichte.

## Musikalische Laufbahn
Barbara Kist gehört zur ersten Nachkriegsgeneration der deutschen Schlagersänger, die Anfang der 1950er Jahre die Unterhaltungsmusik prägte. Sie begann ihre Karriere 1951 als Duettpartnerin von Carl Niessen und René Carol bei der Schallplattenfirma Electrola. Bei einem kurzen Zwischenspiel bei Polydor nahm sie 1952 mit René Carol das Erfolgslied Rote Rosen, rote Lippen, roter Wein auf. 1954 folgten mehrere Schallplattenaufnahmen mit Camillo Felgen, darunter der Musikboxen-Erfolg Das letzte Wort. Im selben Jahr brachte Electrola auch die ersten Soloplatten von Barbara Kist heraus, darunter eine Coverversion des 20er-Jahre Erfolgs Wenn der weiße Flieder wieder blüht.
Ihren ersten Erfolg als Solosängerin erreichte sie 1957 mit der Coverversion des Doris-Day-Erfolges Que Sera, Sera. Die Musikzeitschrift Automatenmarkt bewertete den Titel mit Platz acht und notierte ihn zwölf Wochen lang. Eine noch größere Karriere erlebte der Song in der Schlagerauswertung „Musicbox“ des Jugendmagazins Bravo. Dort wurde Que sera, sera von Februar bis Juli 1957 22 Wochen lang geführt und erreichte als beste Notierung Platz zwei. Danach konnte Barbara Kist nicht mehr an ihren Erfolg anknüpfen, obwohl sie bis 1959 noch mehrere Soloplatten besang. Im selben Jahr kam ihre erste Duettplatte mit dem niederländischen Entertainer Lou van Burg heraus, der bis 1961 weitere vier Singles folgten. Mit dem Titel Ich möchte dich so gern verwöhnen erreichten die beiden Anfang 1960 die deutschen Hitlisten. In der Hitparade der Musikzeitschrift Musikmarkt erreichte das Duett Platz 24, in den besten 10 der Bravo-Musicbox kam der Song auf Platz zehn.
Neben ihren Solo- und Duettproduktionen war Barbara Kist auch Mitglied mehrerer Gesangsgruppen, wie im Hula Hawaiian Quartett, den Kolibris oder den Singenden Wanderern. Mit den Hula Hawaiian Quartett hatte sie 1955 mit Jim, Jonny und Jonas einen Nummer-eins-Hit in Deutschland.
1962 nahm Barbara Kist ihre letzte Schallplatte auf, blieb aber der Schlagerbranche erhalten. Sie begann Schlagertexte zu schreiben, so zum Beispiel für die deutschen Beiträge zum Grand Prix Eurovision de la Chanson der Jahre 1965 und 1966. 1965 verfasste sie den Text für Ulla Wiesners Beitrag Paradies wo bist du, und im Jahr darauf schrieb sie den Text des Liedes Die Zeiger der Uhr, mit der Margot Eskens Deutschland vertrat. In den 1970er Jahren war Barbara Kist Leiterin eines Musikverlages in Hannover.

## Single-Diskografie
| A / B-Seite | Katalog-Nr. | veröffentl. |
| --- | ----------- | ----------- |
| | Electrola   |             |
| Ist der Himmel auch wolkenleer / Warum hast du die Treue gebrochen (& Carl Niessen)                                       | 7545        | 1951        |
| Sie war zärtlich und treu / Wenn ein Mädchen 17 ist (& René Carol)                                                        | 7574        | 3/1951      |
| Komm sei mein / Bitte sag ein liebes Wort (& C. Niessen)                                                                  | 7600        | 1951        |
| Zwei Matrosen, die sehen ein Mädchen / Si, si Senõr (& Klaus Groß)                                                        | 7754        | 4/1952      |
| Frauen und Wein / Wo am Weg die Äpfel reifen (& K. Groß)                                                                  | 7794        | 1952        |
| | Polydor     |             |
| Finkenlied (& R. Carol) / (R. Carol: Der gute Mond)                                                                       | 48734       | 3/1952      |
| Rote Rosen, rote Lippen, roter Wein (& R. Carol) / Ich habe sonst nichts als dich und deine Liebe auf der Welt (R. Carol) | 48783       | 6/1952      |
| Flieg in die Heimat (& R. Carol) / Warum denk ich nur an dich (R. Carol mit L. Kellner)                                   | 48798       | 6/1952      |
| Am Strande von Havanna steht ein Mädchen (& R. Carol) / Stern meiner Liebe (R. Carol)                                     | 48866       | 10/1952     |
| Es blüht eine weiße Lilie (R. Carol) / Lass’ mich heut’ mit meiner Liebe nicht allein (& R. Carol)                        | 49044       | 7/1953      |
| | Electrola   |             |
| Deinen Namen den hab ich vergessen / Jede Nacht erklingt in Abbazia (& Camillo Felgen)                                    | 8067        | 1954        |
| Das letzte Wort (& C. Felgen) / Romantische Musik (C. Felgen)                                                             | 8074        | 9/1954      |
| In der Heimat leuchten jetzt dieselben Sterne / Wenn es Nacht wird in Shanghai (& C. Felgen)                              | 8100        | 1954        |
| Du bist der Mann, der mich liebt / Warum schreibst du nicht                                                               | 8151        | 1954        |
| Zwei Verliebte, die sprechen von Treue (& C. Felgen) / Addio! Addio! Addio! (C. Felgen)                                   | 8155        | 1954        |
| Wenn der weiße Flieder wieder blüht / Ole Dole Dei                                                                        | 8165        | 1954        |
| Bim aus Kopenhagen / Ja, in der Biedermeierzeit                                                                           | 8175        | 1954        |
| Ich bin froh / Ein Mister aus Manhattan                                                                                   | 8531        | 8/1955      |
| Klein aber oho / In der Geishabar im Hafen von Shanghai                                                                   | 8577        | 4/1956      |
| Es könnte ja alles so schön sein / Ich habe Lust (& Werner Preuß)                                                         | 8588        | 5/1956      |
| Ich möchte dir das Liebste sein / Wer kennt einen Mann, der treu sein kann                                                | 8605        | 1956        |
| Ticke-Tack / Das alles lieb ich                                                                                           | 8634        | 9/1956      |
| Que sera, sera / Du bist lieb                                                                                             | 8663        | 1/1957      |
| Fiesta in Santa Barbara (& die Trocaderos) / Wenn eine Frau aus Liebe weint                                               | 8704        | 9/1957      |
| Damals war es so schön / Das Lied von den einsamen Herzen                                                                 | 8748        | 11/1957     |
| Komm doch wieder zurück / Die Insel der weißen Rosen                                                                      | 8809        | 1/1958      |
| Mein Liebster / Columbus bajon                                                                                            | 20991       | 10/1958     |
| So sind die Nächte / Luxemburger Walzer                                                                                   | 21062       | 2/1959      |
| Alles steht in den Sternen / Kleine Mandoline (& Lou van Burg)                                                            | 21211       | 6/1959      |
| Geh am Leben nicht vorbei / Herzlichen Glückwunsch                                                                        | 21251       | 7/1959      |
| Ich möchte Dich so gern verwöhnen / Warte bis die Sonne wieder scheint (& L. v. Burg)                                     | 21386       | 1/1960      |
| Niemand wie du / Wir beide (& L. v. Burg)                                                                                 | 21496       | 5/1960      |
| Das einsame Haus in Waikiki / Ringe-linge-lario                                                                           | 21620       | 8/1960      |
| Wunderbar / Alles Gute (& L. v. Burg)                                                                                     | 21897       | 8/1961      |
| Das Glück kommt oft / Kannst du mir treu sein (& L. v. Burg)                                                              | 21972       | 10/1961     |
| Spiel die Mondscheinmelodie / Das Heimweh fährt mit                                                                       | 22015       | 2/1962      |
| | Odeon       |             |
| In Portorico / Am Strande von Tongatabu (& W. Preuß)                                                                      | 29055       | 1956        |
| Zurück in die Heimat / Verzeih, vergib (& Fred Arona)                                                                     | 29142       | 1957        |